# Aeroportul Ayawasi
Aeroportul Ayawasi (IATA: AYW, ICAO: WASA) este un aeroport din Papua⁠(d), Indonezia.
Situat la o altitudine de 562 m, aeroportul dispune de o singură pistă.